# Северное (Павлодарская область)
Северное (каз. Северное) — село в Иртышском районе Павлодарской области Казахстана. Расположено в 224 км к северо-западу от областного центра — Павлодара и в 58 км к северу от районного центра — Иртышска. Административный центр Северного сельского округа. Код КАТО — 554665100.

## История
Село было центральной усадьбой бывшего зернового совхоза «Северный», образованного в 1930 году на землях госземфонда. В 1942 года из него выделился совхоз «Кутузовский», в 1957 году в совхоз вошёл колхоз «Победа».

## Население
В 1985 году в селе проживали 1825 человек. В 1999 году население села составляло 1559 человек (767 мужчин и 792 женщины). По данным переписи 2009 года, в селе проживало 806 человек (397 мужчин и 409 женщин).